# Taenaris areia
Taenaris areia är en fjärilsart som beskrevs av Hans Fruhstorfer 1904. Taenaris areia ingår i släktet Taenaris och familjen praktfjärilar. Inga underarter finns listade i Catalogue of Life.